# Thérèse-Éléonore Lingée
Thérèse-Éléonore Lingée, née Thérèse-Éléonore Hémery (ca 1750 - Paris, 22 janvier 1818), est une dessinatrice et graveuse française, qui appartient à une famille de graveurs.

## Biographie

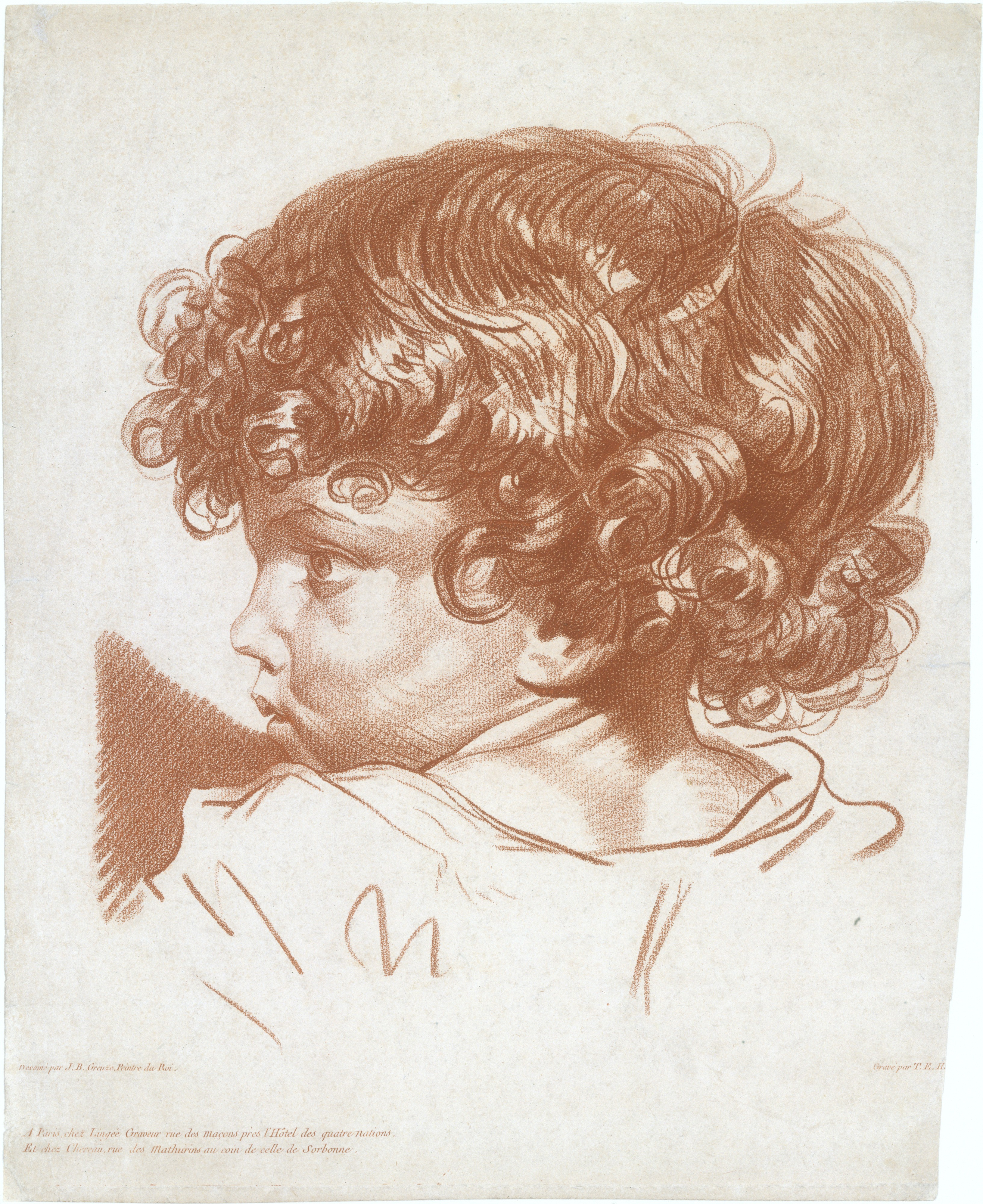
Tête de garçon (vers 1777) d'après Greuze, manière de crayon imprimée en sépia, MET, New York.

Née à Paris vers 1750, Thérèse-Éléonore est la sœur cadette de Marguerite Hémery, graveuse née en 1745, qui s'est mariée avec le prolifique Nicolas Ponce, et du graveur Antoine-François Hémery, né en 1751. C'est sans doute Marguerite qui l'initie la première à l'art du burin et du pointillé. Elle développe un talent particulier pour la manière de crayon en interprétant Jean-Michel Moreau, André Pujos et Charles-Nicolas Cochin, dont de nombreux portraits en médaillons. Elle travaille pour le recueil du Cabinet de Poullain (1781), édité par Basan et Poignant.
Sa présence au Salon de Paris est attestée en 1781 avec L'Enlèvement des Sabines d'après Cochin. Peu avant la Révolution française, elle exécute une série de portraits gravés des membres de la Société académique des Enfants d'Apollon d'après Moreau et Cochin et est mentionnée à cette époque comme faisant partie de l'académie de Marseille.
Elle épouse le graveur Charles-Louis Lingée (1748-1819), dont au moins deux enfants ; le couple réside rue Saint-Jacques. Elle signe ses propres travaux du nom de son mari, même après son divorce, puis épouse un certain Lefebvre (ou Lefèvre), peintre [?-?] ; elle expose avec lui au Salon de 1793 sous le nom de « citoyenne Lingée, femme Lefèvre ». Le couple réside rue des Lions-Saint-Paul,,.
Elle est toujours active vers 1813-1814, l'une de ses dernières adresses est rue Mazarine ; elle participe  au recueil du Musée de peinture et de sculpture coordonné par Étienne Achille Réveil.
Thérèse-Éléonore Hémery meurt à Paris le 22 janvier 1818.